# Педи Ешдаун
Педи Ешдаун (енгл. Jeremy John Durham Ashdown, Baron Ashdown of Norton-sub-Hamdon; Њу Делхи, 27. фебруар 1941 — 22. децембар 2018) био је британски политичар. Између 1988. и 1999. био је предсједавајући Либералних демократа. Доживотно посједује енглеску титулу пер и до почетка 2006. био је високи представник Уједињених нација у Босни и Херцеговини.
Рођен је као најстарије од седморо дјеце у Њу Делхију у Индији, гдје је његов отац служио у редовима Индијске армије (енгл. 14. Punjab & RIASC). Највећи дио дјетињства провео је у Сјеверној Ирској (одакле му и потиче надимак Педи). Школу је завршио у Бедфорд школи у Енглеској. Између 1959. и 1972. служио је као официр у краљевској морнарици као специјалац за блиску борбу и борбени ронилац. По изласку из војске радио је у британском министарству спољних послова, при индустрији и као социјални радник. После тога се кандидовао на парламентарним изборима за изборну јединицу Јовил гдје је 1983. и изабран, што је био почетак његовог ангажовања са виговцима. Док је радио као дипломата у Ђенови 70-их година, оптуживан је да ради за енглеску тајну службу МИ-6. Те су оптужбе поново добиле на актуелности када је приказан снимак Педија Ешдауна приликом сусрета са албанским терористима на Косову. На том снимку се види да им он даје конкретна упутства о наоружању за герилску борбу против српске полиције и цивила.
У британском парламенту је био представник за штампу алијансе СДП и либерала, прво за трговину и индустрију а касније за образовање. После спајања Либералне партије са СДП, постао је председник те партије (СЛДП) која је касније промијенила име у Либералне демократе. Остао је на тој позицији све до 1999.
После напуштања енглеске политичке сцене (2002) наслиједио је Волфганга Петрича на позицији Високог представника УН у Босни и Херцеговини.
Ешдаун је био ожењен, имао двоје дјеце. Интересовала га лингвистика. Говорио је мандарински и друге језике. Преминуо је 22. децембра 2018. године од рака бешике.

## Дјела
- Ешдаунови дневници,
- Ешдаунови дневници,